# Żanarbiek Kabdołow
Żanarbiek Kabdołow (ros. Жанарбек Кабдолов; ur. 20 lipca 1989) – kazachski zapaśnik walczący w stylu klasycznym. Zajął trzynaste miejsce na mistrzostwach świata w 2014. Siódmy na mistrzostwach Azji w 2016. Czwarty w Pucharze Świata w 2016. Trzeci na mistrzostwach Azji juniorów w 2009 roku.